# Jedwabnik morwowy
Jedwabnik morwowy (Bombyx mori) – gatunek nocnego motyla z rodziny prządkowatych. Ciało duże, owłosione, kolor białawy, skrzydła pokryte delikatnymi żyłkami. Rozpiętość skrzydeł: 4–6 cm. Odżywia się liśćmi morwy. 
Hodowany głównie w Chinach i na Półwyspie Indyjskim ze względu na cenne, jedwabne nici oprzędu (kokonu). Kokony jedwabnika zbudowane są z niezwykle długich nici (1,5 do 3 km z pojedynczego oprzędu) o szczególnych właściwościach fizycznych i wielkiej wytrzymałości. Dlatego hodowla tego gatunku, obok hodowli jedwabnika dębowego (Atheraea pernyi) jest podstawą produkcji jedwabiu. Jego białawy kolor może być modyfikowany: jeżeli do pokarmu gąsienic doda się związków fluorescencyjnych barwnik zostaje wbudowany do nici. Jedwabnik morwowy został udomowiony prawdopodobnie już ok. 5500 lat temu i obecnie nie występuje w naturze. Przypuszcza się, że pochodzi z Himalajów. Tysiące lat hodowli spowodowały, że owad ten nie jest w stanie przetrwać bez opieki człowieka. Osobniki dorosłe mają zredukowane skrzydła i nie potrafią latać, są powolne, nie mają barw maskujących i nie wykazują odruchów chroniących je przed drapieżnikami. 
Samice jedwabników morwowych wydzielają feromon płciowy – bombikol, który może zwabić samca z odległości 10 km.

## Galeria

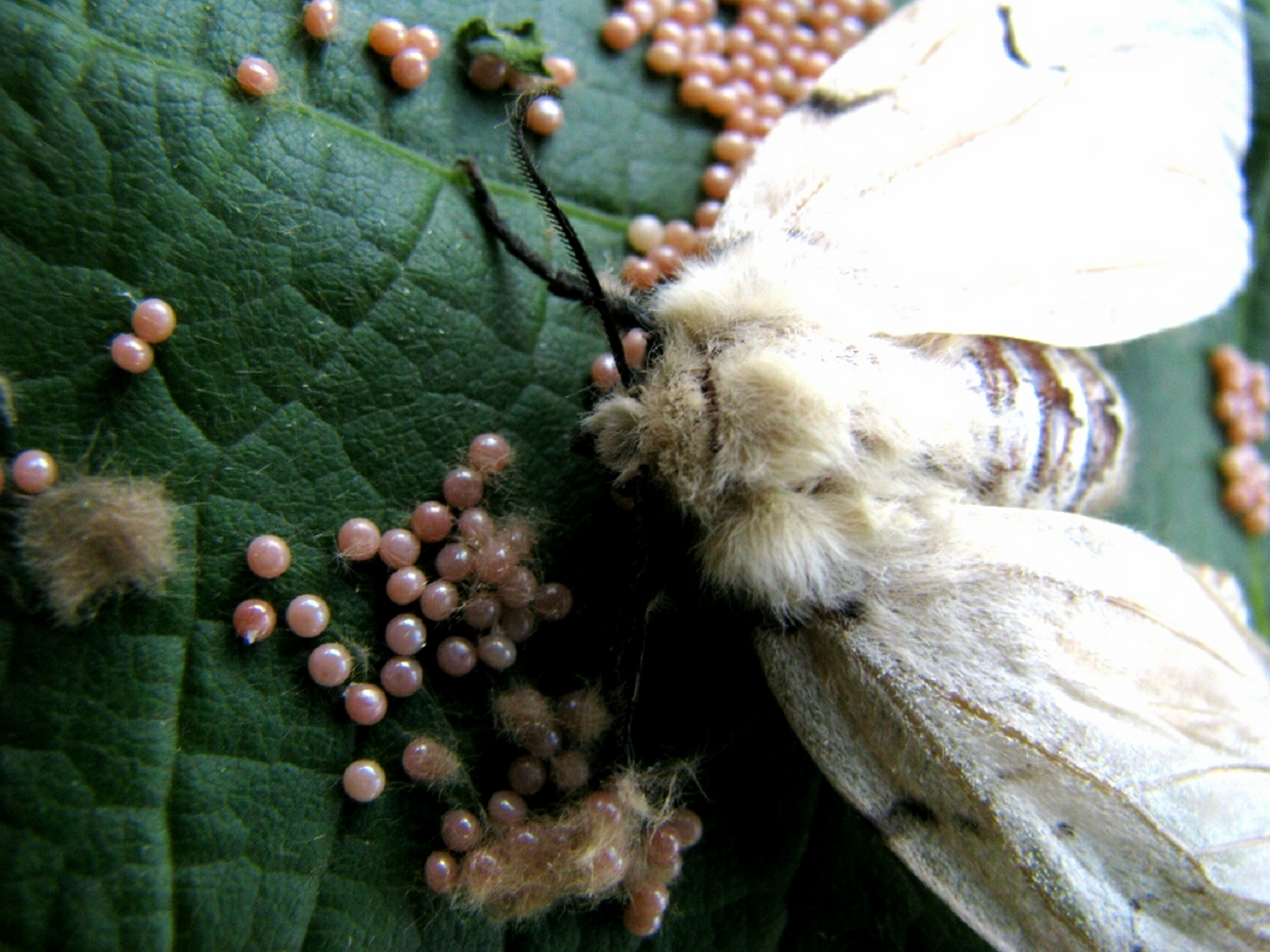
Jaja
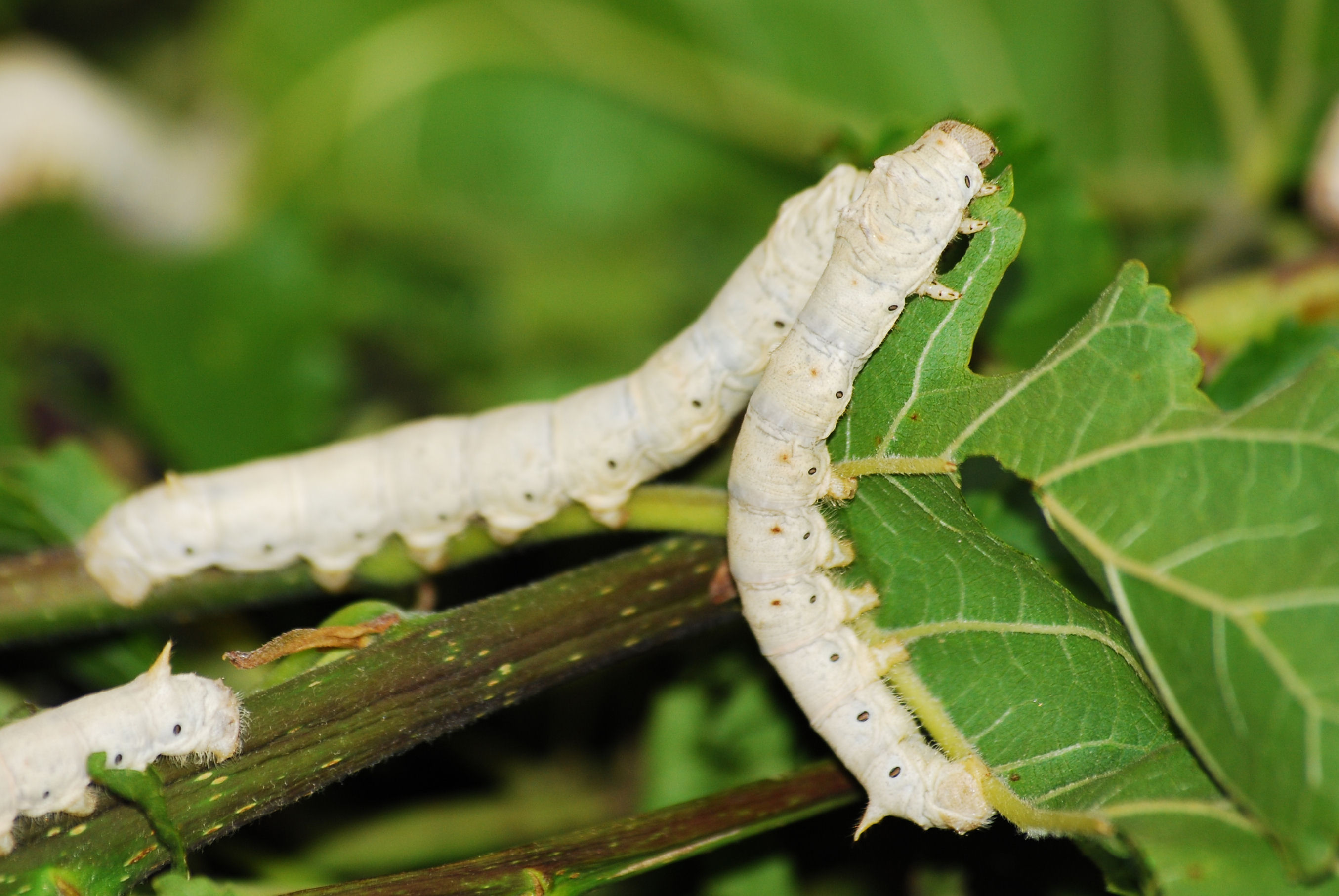
Żerujące gąsienice
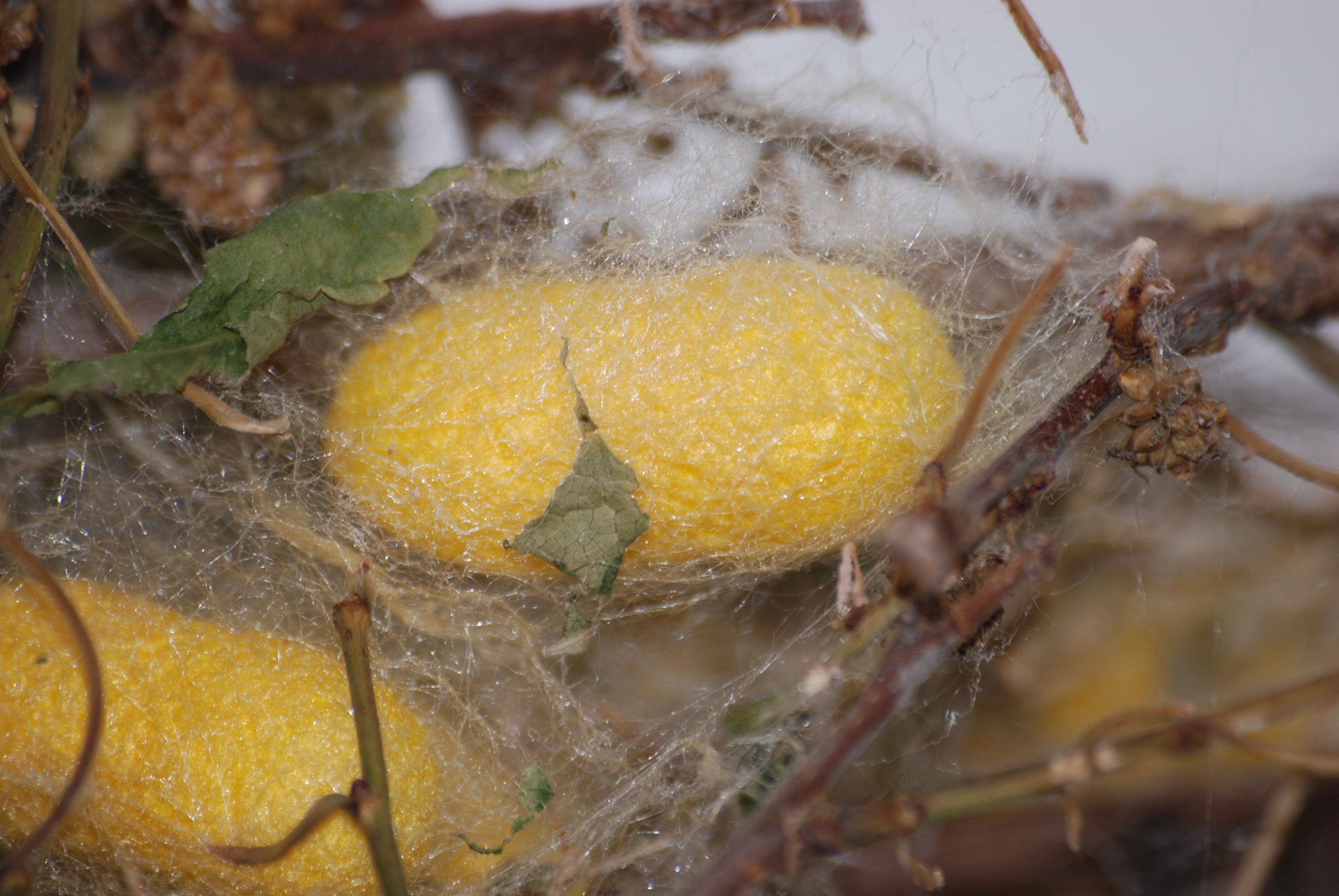
Kokony
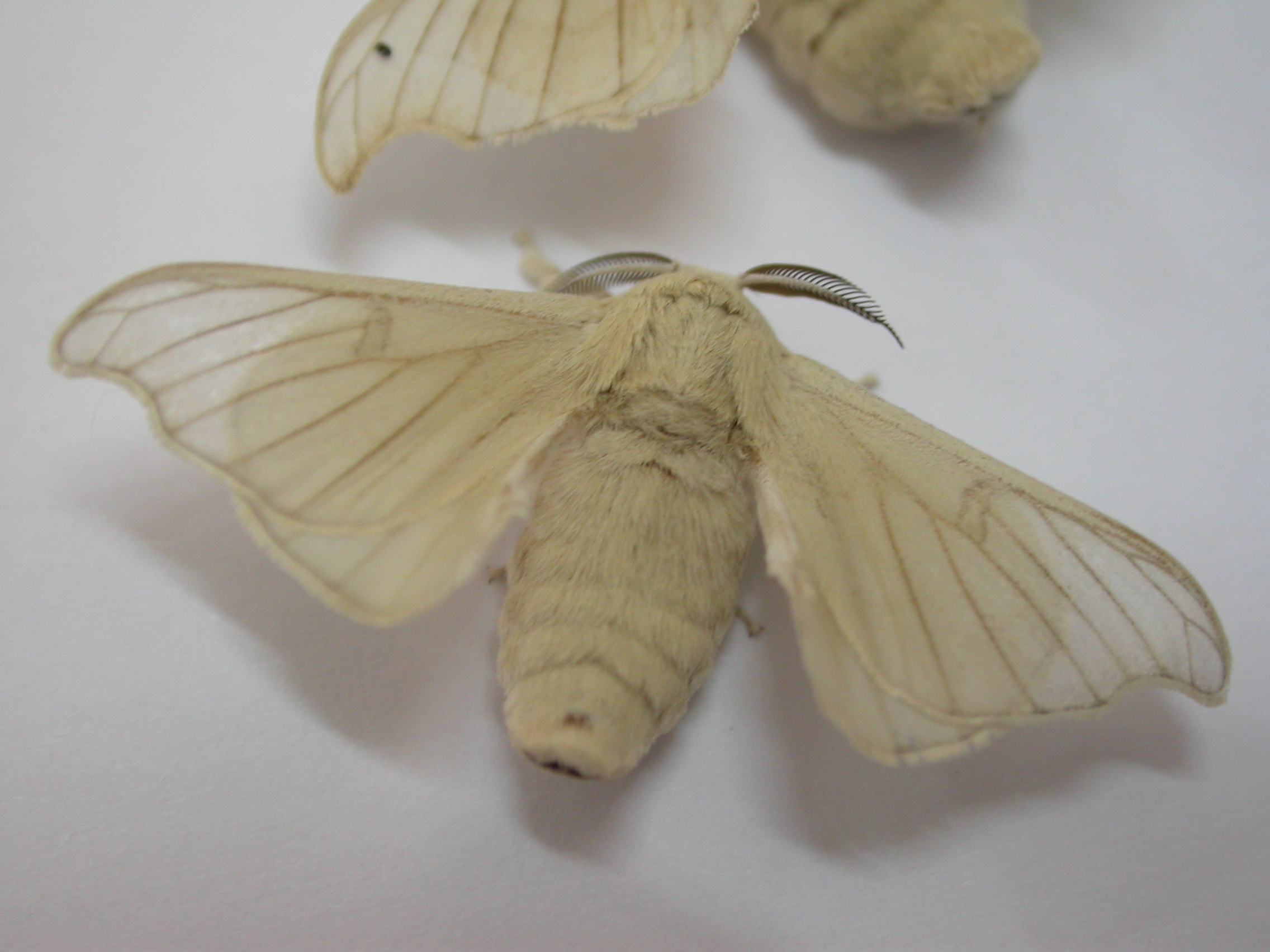
Owad dorosły